# ساسم مدغشقري
ساسم مدغشقري (الاسم العلمي:Dalbergia madagascariensis) هو نوع من النباتات يتبع جنس الساسم من الفصيلة البقولية.